# The Bumblebee Flies Anyway
The Bumblebee Flies Anyway (Brasil: Pedaços de uma Vida / Portugal: O Voo da Abelha) é um filme de drama norte-americano de 1999 dirigido por Martin Duffy e estrelado por Elijah Wood e Rachael Leigh Cook.
A história é sobre um adolescente que acorda sem memória em um hospital para doentes terminais. É baseado no livro de mesmo nome original, de Robert Cormier, sem edição em português.

## Sinopse
Barney Snow (Elijah Wood) acorda em um hospital sem lembrar por que ele está lá. Tudo o que ele tem é seu nome e algumas lembranças vagas de um acidente de carro. Ele assume que ele está no hospital por sua amnésia e se instala para tentar se recuperar. Ele rapidamente percebe que todos os outros residentes da clínica de juventude estão sofrendo de doenças terminais.
Outro paciente, Mazzo (Joseph Perrino), pede a Barney que abrigue sua irmã gêmea Cassie (Rachael Leigh Cook). Barney imediatamente se apaixona por Cassie e se esforça para melhorar, mesmo que seja apenas para vê-la em um ambiente fora do hospital. Ele está determinado a aprender sobre seu passado para que possa fazer dela parte de seu futuro.
Em suas explorações, tanto dentro de suas memórias destruídas e através das salas físicas do hospital, Barney começa a perceber que não houve nenhum acidente de carro. A doutora Harriman (Janeane Garofalo) induziu a amnésia em Barney para fazê-lo esquecer tudo em seu passado. Barney exige saber por quê e Harriman diz que ele tem câncer . O procedimento experimental que Barney está passando está tentando testar o poder da mente no combate ao câncer. Barney se ofereceu para o tratamento, esperando por uma cura milagrosa.
A teoria era que, se Barney não soubesse que ele tinha câncer, o corpo poderia parar de criar as células cancerígenas. A explicação dada por Harriman vem de um antigo mito de que, com base em razões de peso, poder de asas e resistência ao vento, as abelhas devem ser aerodinamicamente incapazes de voar - mas a abelha não sabe disso, por isso voa mesmo assim.
Dividido entre sua esperança por uma cura e seu desejo de continuar seu relacionamento com Cassie, Barney é forçado a escolher entre passar pelo procedimento de amnésia novamente ou permanecer com as memórias e o conhecimento que ele adquiriu até agora.

## Elenco
- Elijah Wood como Barney Snow
- Janeane Garofalo como Dr. Harriman/Handyman
- Rachael Leigh Cook como Cassie
- George O. Gore II como Billy
- Joseph Perrino como Mazzo/Berto
- Roger Rees como Dr. Croft
- Oni Faida Lampley como enfermeira Bascam
- Jeffrey Force como Allie Roon
- Christopher Mark Petrizzo como Chris Ronson
- Samuel Haft como Samuel Ronson
- John E. Mack como Willy/Orderly
- Joan Levy como mulher nos subúrbios

## Prêmios
- Deauville Film Festival — Nomeado ao Prêmio Especial (Martin Duffy)
- Young Artist Award — Melhor Performance Nomeada em Longa-Metragem - Jovem Ator Coadjuvante (Elijah Wood)